# Biserica de lemn din Chechiș, Sălaj

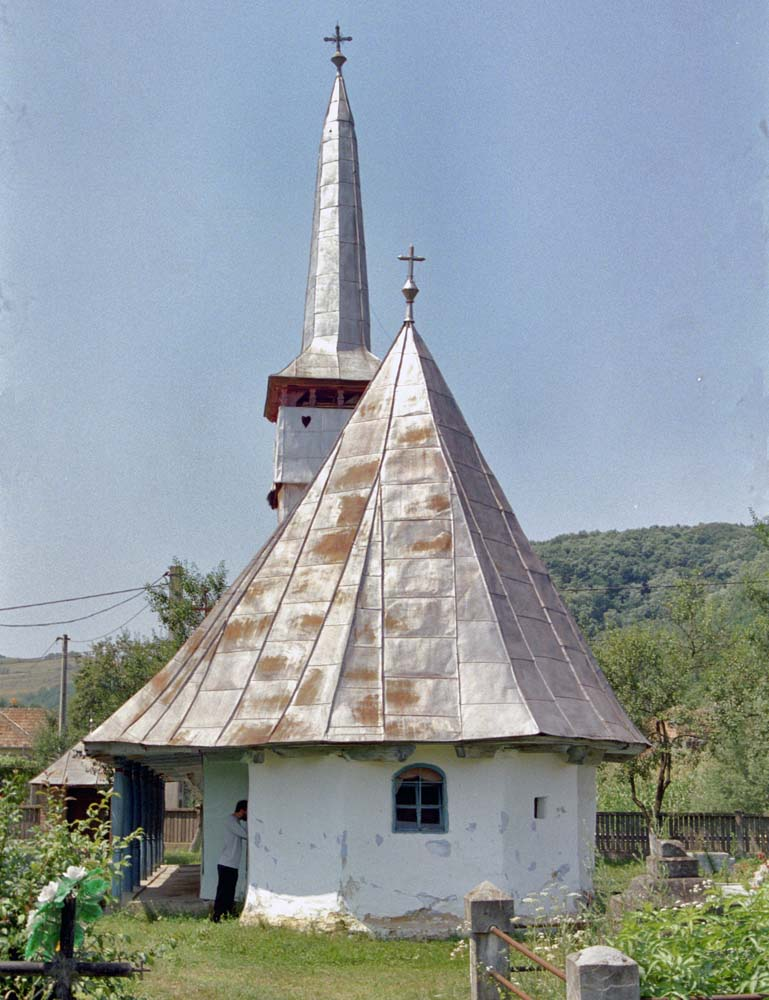
Biserica de lemn din Chechiş, Sălaj, vedere din dosul altarului, 2002

Biserica de lemn din Chechiș se află în localitatea omonimă din județul Sălaj. Biserica a fost ridicată în anul 1797 și a fost lărgită în 1899. Din 1993 slujbele se țin într-o biserică nouă de zid, ridicată alături. Partea veche a bisericii de lemn se conservă bine sub stratul de pământ văruit și poate fi pusă în valoare cu ocazia unei renovări viitoare. În biserică se remarcă portalul cioplit de la intrare și arcul dublou de sub boltă. Biserica de lemn nu se află pe noua listă a monumentelor istorice.

## Imagini

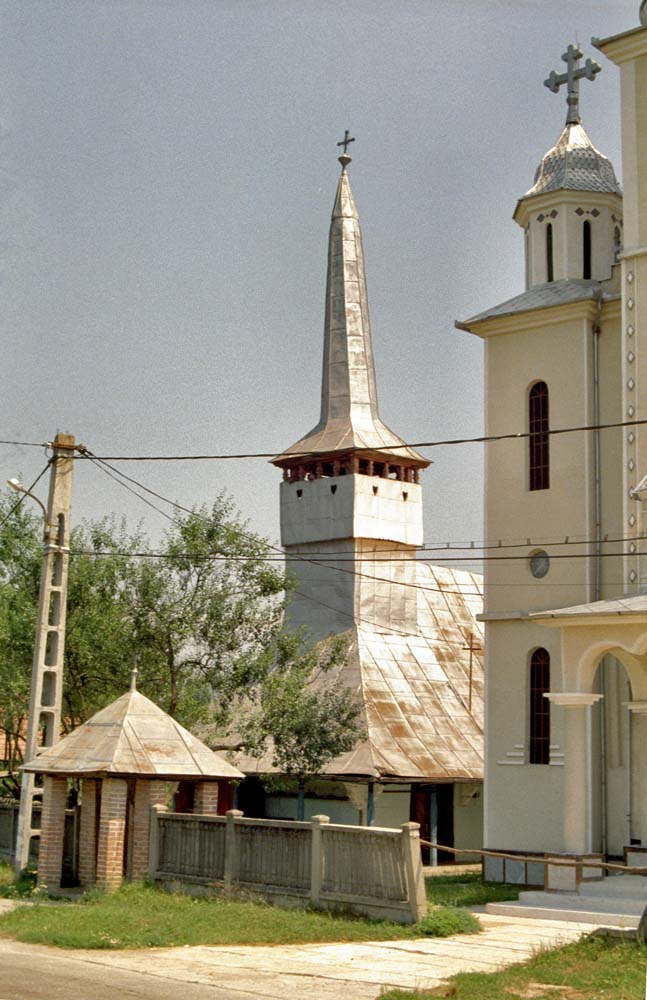
Din uliţă, 2002
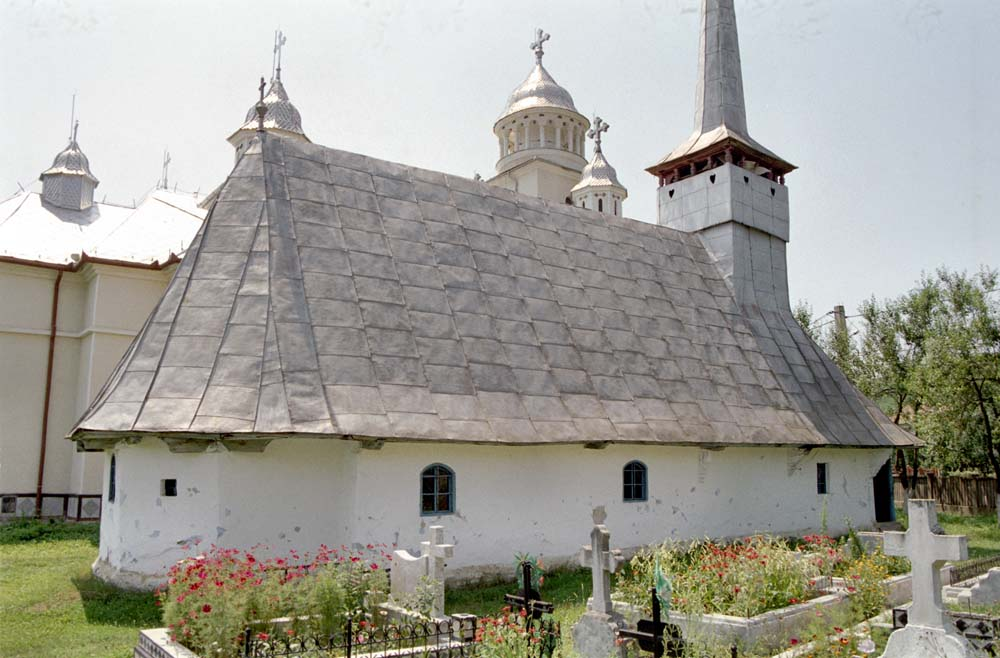
Faţada nordică, 2002
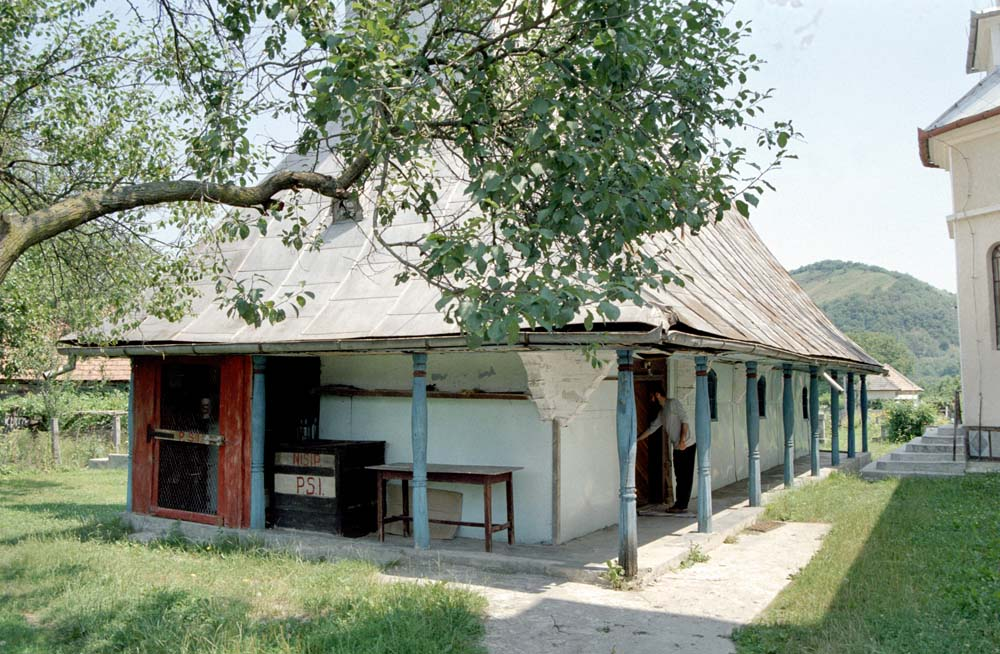
pridvorul bisericii, 2002